# Hospital Central de Maracay

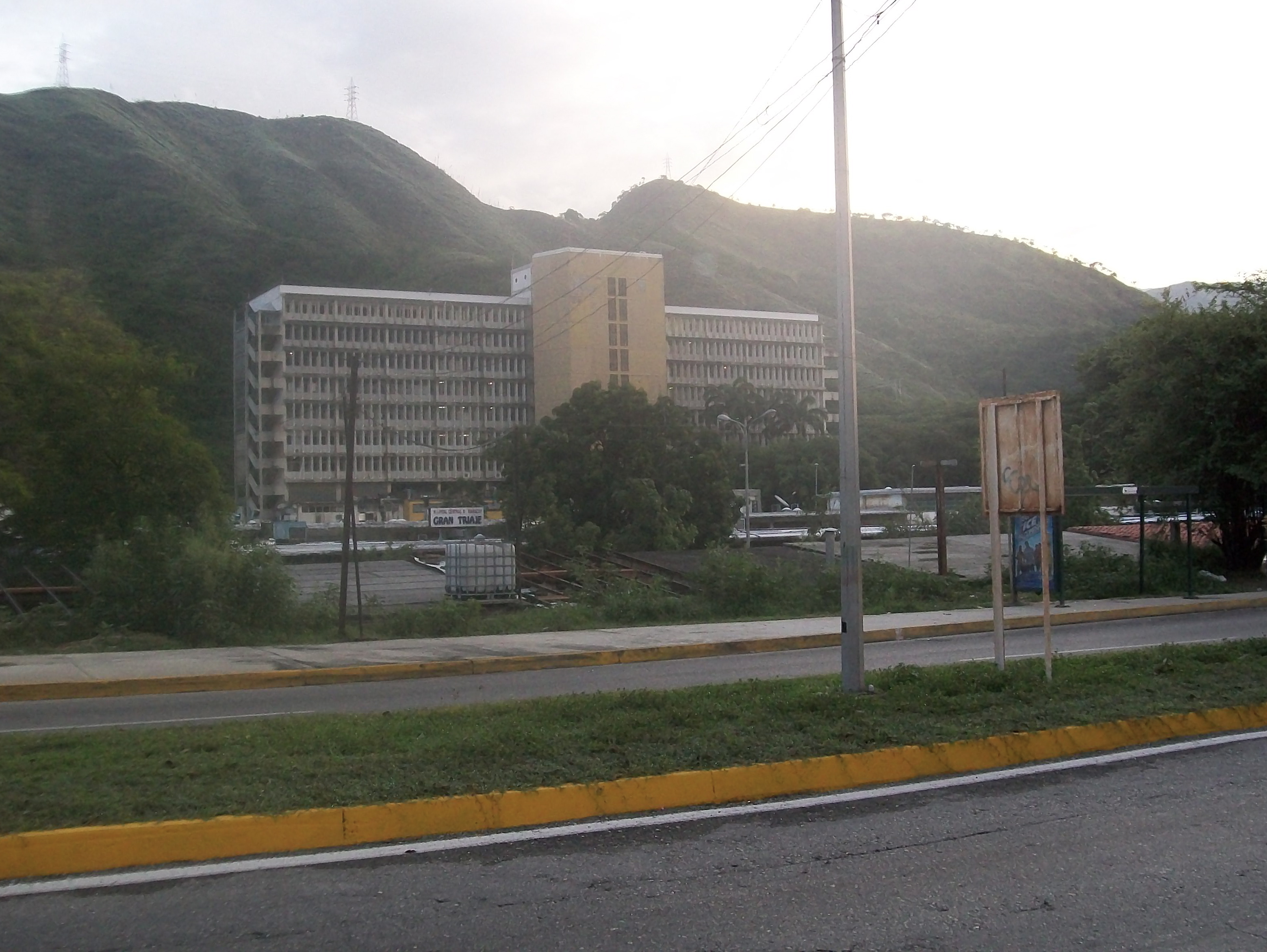
Cara leste do Hospital Central de Maracay.

O Serviço Autônomo Hospital Central de Maracay (SAHCM) é um estabelecimento de atenção médica pública tipo IV com 433 camas pressupostas, propriedade do Estado de Aragua, localizado na cidade venezuelana de Maracay. Fundado em 1973 para atender uma população de 500 mil habitantes, substituindo ao Hospital Civil de Maracay da avenida Bolívar. Atualmente forma parte do Bairro Adentro III e é o hospital universitário do núcleo Aragua da Universidad de Carabobo, atendendo a 1.7 milhões de habitantes, uns 180 mil no municipio Girardot, e o resto dos estados Guárico e Apure e da capital amazonense, Puerto Ayacucho, sendo o principal centro de atenção e centro principal de referencia da região central, dos planícies e zonas vizinhas.

## História
A construção do Hospital Central de Maracay começou ao final do primeiro período do governo de Rafael Caldera e foi inaugurado pelo presidente Carlos Andrés Pérez. O principal centro de atenção médica em Maracay para a época era o Hospital Civil, localizado na Avenida Bolívar do centro da cidade.

## Serviços
O Hospital Central de Maracay conta com todas as especialidades médicas e áreas de hospitalização inerente as mesmas, incluindo serviços e postgrados de Anestesiologia, gineco- obstetrícia, pediatria e neonatologia, neurocirurgia, um novo pavilhão oftalmológico e uma nova sala de cirurgia para apoiar a Misión Milagro, entre outros. O Serviço de Nefrologia do Hospital Central de Maracay, tem 16 camas de hospitalização, 20 camas de hemodiálises, 3 pavilhões cirúrgicos, consultas de nefrologia pediátrica, transplante, pré- diálises e cirurgia vascular, entre outros serviços. O SAHCM tem em funcionamento 9 salas de cirurgia reativadas no ano 2009 e dois pavilhões de obstetrícia em funcionamento.